# Fuzzy Knight
Pour les articles homonymes, voir Fuzzy et Knight.
Fuzzy Knight (de son vrai nom John Forrest Knight) est un acteur américain, né le 9 mai 1901 à Fairmont, en Virginie-Occidentale, et mort à Los Angeles (Hollywood), le 23 février 1976, d'un arrêt cardiaque dans son sommeil.

## Filmographie partielle
- 1932 : Hors-bord C-67 (Speed Demon) de D. Ross Lederman
- 1933 : Lady Lou (She Done Him Wrong), de Lowell Sherman
- 1934 : L'Étoile du Moulin-Rouge, de Sidney Lanfield
- 1934 : Les Gars de la marine (Come on Marines), d'Henry Hathaway
- 1934 : Musique dans l'air (Music in the Air), de Joe May
- 1934 : Patte de chat (The Cat's-Paw) de Sam Taylor
- 1934 : La Dernière Ronde (The Last Round-up), d'Henry Hathaway
- 1936 : Une aventure de Buffalo Bill (The Plainsman), de Cecil B. DeMille
- 1936 : La Fille du bois maudit (The Trail of the Lonesome Pine), d'Henry Hathaway
- 1936 : Wildcat Trooper, d'Elmer Clifton
- 1938 : Les Gars du large (Spawn of the North), d'Henry Hathaway
- 1939 : Chip of the Flying U de Ralph Staub
- 1940 : Johnny Apollo, d'Henry Hathaway
- 1940 : Mon petit poussin chéri (My Little Chickadee), d'Edward F. Cline
- 1941 : Le Retour du proscrit (The Shepherd of the Hills) d'Henry Hathaway
- 1941 : L'Île de l'épouvante (Horror Island) de George Waggner
- 1942 : La Cicatrice (The Silver Bullet) de Joseph H. Lewis
- 1945 : Beyond the Pecos, de Lambert Hillyer
- 1945 : La Taverne du cheval rouge (Frontier Gal), de Charles Lamont
- 1946 : Les peaux-rouges attaquent (Gun Town), de Wallace Fox
- 1946 : Her Adventurous Night de John Rawlins
- 1948 : Adventures of Gallant Bess de Irving Allen
- 1949 : Les Marins de l'Orgueilleux (Down to the Sea in Ships), d'Henry Hathaway
- 1956 : Les Collines nues (The Naked Hills) de Josef Shaftel (en)